# The Nun (film 1907)
The Nun è un cortometraggio muto del 1907 diretto da Lewin Fitzhamon.

## Trama
Una ragazza viene salvata dall'essere chiusa in convento dal suo innamorato che si finge abate.

## Produzione
Il film fu prodotto dalla Hepworth.

## Distribuzione
Distribuito dalla Hepworth, il film - un cortometraggio di 160 metri - uscì nelle sale cinematografiche britanniche nel febbraio 1907.
Si conoscono pochi dati del film che, prodotto dalla Hepworth, fu distrutto nel 1924 dallo stesso produttore, Cecil M. Hepworth. Fallito, in gravissime difficoltà finanziarie, il produttore pensò in questo modo di poter almeno recuperare il nitrato d'argento della pellicola.